# Graydon Oldfield
Graydon Oldfield (1973) è un ex sciatore alpino canadese.

## Biografia
Oldfield, specialista delle prove veloci, in Coppa del Mondo esordì il 16 gennaio 1995 a La Thuile in discesa libera, senza completare la prova, e ottenne il miglior piazzamento il 16 dicembre dello stesso anno in Val Gardena nella medesima specialità (28º). Il 30 marzo 1996 conquistò l'ultima vittoria, nonché ultimo podio, in Nor-Am Cup, a Mount Bachelor in supergigante; prese per l'ultima volta il via in Coppa del Mondo il 2 marzo 1997 a Kvitfjell in discesa libera (37º) e si ritirò al termine di quella stessa stagione 1996-1997: la sua ultima gara fu il supergigante di Nor-Am Cup disputato il 27 marzo a Mont-Tremblant/Mont Garceau, non completato da Oldfield. Non prese parte a rassegne olimpiche o iridate.

## Palmarès

### Coppa del Mondo
- Miglior piazzamento in classifica generale: 146º nel 1996

### Coppa Europa
- 2 podi (dati dalla stagione 1994-1995):
  - 2 secondi posti

### Nor-Am Cup
- 4 podi (dati dalla stagione 1994-1995):
  - 1 vittoria
  - 3 terzi posti

#### Nor-Am Cup - vittorie
| Data          | Località       | Paese       | Specialità |
| ------------- | -------------- | ----------- | ---------- |
| 30 marzo 1996 | Mount Bachelor | Stati Uniti | SG         |

Legenda:

SG = supergigante

### Campionati canadesi
- 1 medaglia (dati dalla stagione 1994-1995):
  - 1 oro (discesa libera nel 1997)